# Anzex
Anzex é uma comuna francesa na região administrativa da Nova Aquitânia, no departamento Lot-et-Garonne. Estende-se por uma área de 24,18 km². Em 2010 a comuna tinha 315 habitantes (densidade: 13 hab./km²).